# Chondrina aguilari
Chondrina aguilari is een slakkensoort uit de familie van de Chondrinidae. De wetenschappelijke naam van de soort is voor het eerst geldig gepubliceerd in 1967 door Altimira.